# Gare de Birmingham New Street
La gare de Birmingham New Street est la plus grande gare ferroviaire desservant la ville de Birmingham au Royaume-Uni.
La gare est mise en service en 1854.

## Situation ferroviaire
La gare est située principalement sur la ligne West Coast Main Line reliant Londres à l'Écosse. Elle est située dans le centre-ville de Birmingham.

## Histoire
La gare de New Street a été construite entre 1846 et 1854 par la London and North Western Railway (LNWR).
En 1841, l'ingénieur Edward-Alfred Cowper, alors jeune employé chez Fox and Henderson, conçoit et fait construire la toiture en fer puddlé au-dessus des quais. D'une portée de 63,3 mètres (211 pieds), c'est alors la plus grande toiture en fer du monde.